# Штайнмауерн
Штайнмауерн (нім. Steinmauern) — громада в Німеччині, знаходиться в землі Баден-Вюртемберг. Підпорядковується адміністративному округу Карлсруе. Входить до складу району Раштат.
Площа — 12,40 км2. Населення становить 3158 ос. (станом на 31 грудня 2020).